# Historie van mejuffrouw Sara Burgerhart
De Historie van mejuffrouw Sara Burgerhart (vaak aangeduid als: Sara Burgerhart) is een briefroman die is geschreven door Betje Wolff en Aagje Deken. Het werk is uitgegeven in 1782 en wordt beschouwd als de eerste Nederlandse briefroman.

## Achtergrond
Het boek werd geschreven voor "Nederlandsche Juffers", jongedames, en het wilde tonen
"dat eene overmaat van levendigheid, en eene daar uit ontstaande sterke drift tot verstrooijende vermaken, door de Mode en de Luxe gewettigt, de beste Meisjes meermaal in gevaar brengen, om in de allerdroevigste rampen te storten, die haar veracht maken by zulken, die nimmer in staat zyn, om haar in goedheid des harten en zedelyke volkomenheid gelyk te worden; by zulken, die zy in 't licht stonden; by zulken, die het wrede vermaak hebben, om haar, reeds gevallen, dodelyk te grieven, of zich niet verwaardigen, zich immer in te laten met haar, die niet der Ondeugd, maar der Onbedagtheid ten prooije wierden."
Mogelijk verwees Wolff hier naar haar eigen negatieve jeugdervaringen. 
Het verhaal beschrijft de belevenissen van het jonge meisje Sara Burgerhart. Ze verlaat het huis van haar schijnheilige tante, Zuzanna Hofland, en dreigt in handen te vallen van een schurk. Sara komt bijtijds tot bezinning en trouwt met de eerzame Hendrik Edeling. In het boek streeft Sara ernaar een zo goed mogelijke burger te zijn. Sara burgerhart is een mens. Daarnaast staat het zelfstandig denken van de mens centraal, wat in het algemeen kenmerkend is voor het denken in de tijd van de Verlichting.
Het verhaal bestaat in totaal uit 175 brieven — waarvan er 44 van Sara zelf zijn en 35 aan Sara — geschreven door 24 personen, die allemaal een naam hebben die een toespeling bevat op hun karakter (bijvoorbeeld Burgerhart, haar toekomstige en voorbeeldige echtgenoot Hendrik Edeling, de onsympathieke mejuffrouw Slimpslamp, Charlotte Rien du Tout (Frans voor "helemaal niets") en Sara's goedaardige voogd Blankaart).
De twee schrijfsters hebben in de tweede druk van het boek zelf een proloog en een epiloog toegevoegd, waarin zij het lezerspubliek — in het bijzonder jonge meisjes — aansporen om zich goed te gedragen en lering te trekken uit het verhaal; het haken naar vermaak en avontuur wordt afgekeurd, huwelijk en tolerantie worden geprezen. Hoewel het boek zich kritisch toont over de "fynen", de overdreven vroom-christelijken uit die tijd, gaat er een sterk moraliserende boodschap uit van het verhaal. Ook dit is typisch voor het denken van de Verlichting.

## Afbeeldingen uit het boek

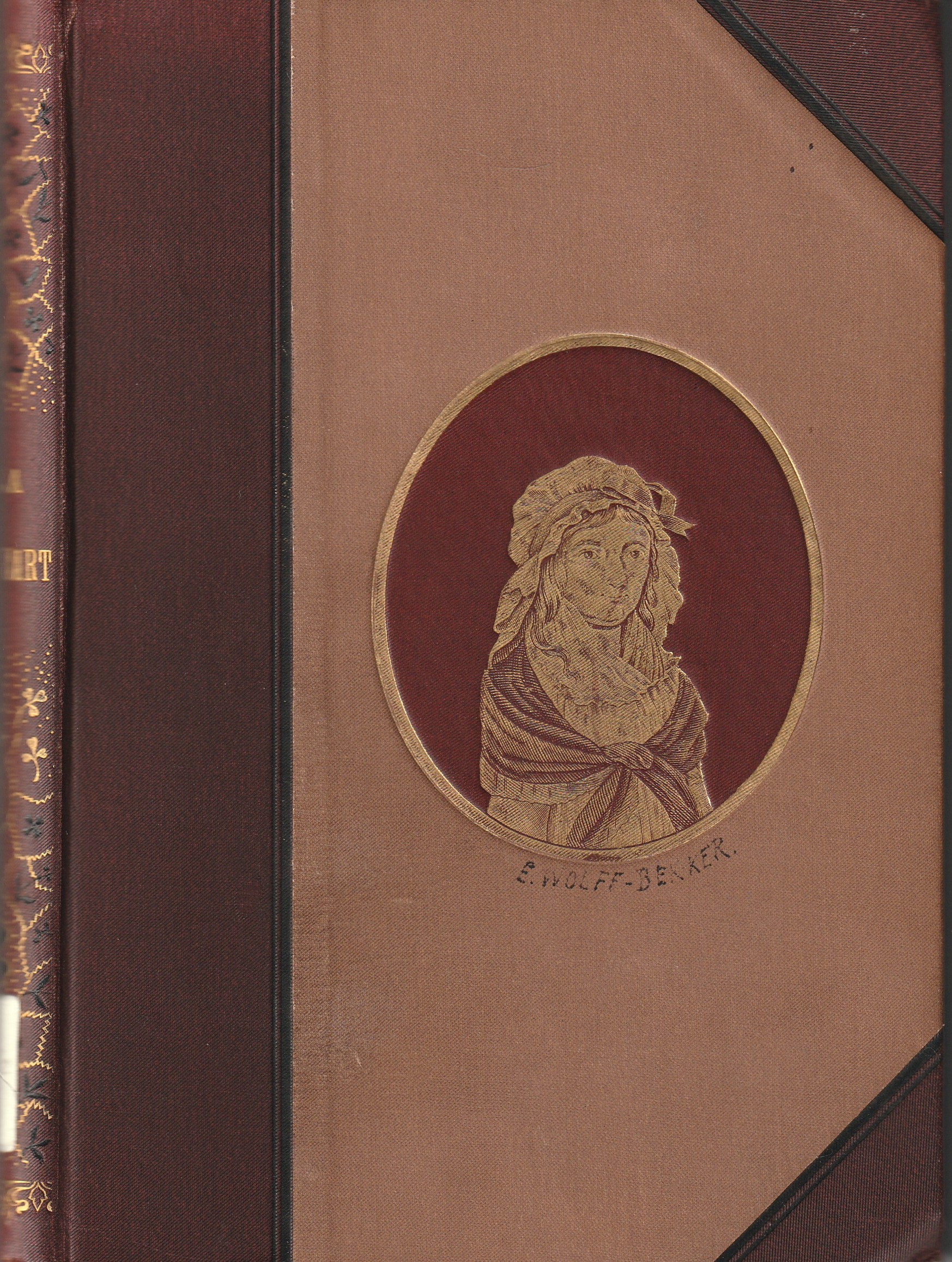
Kaft
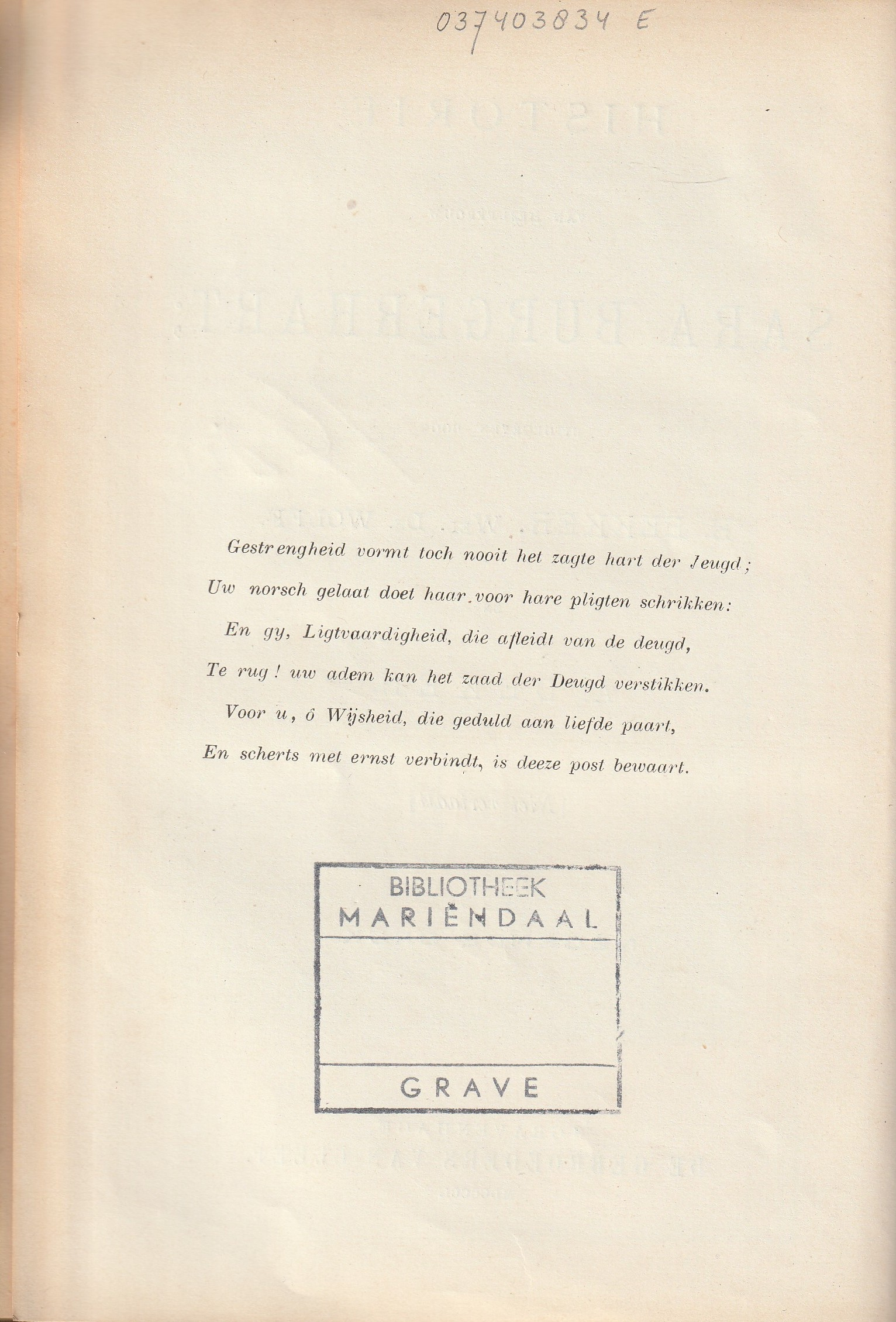
Gedicht na de titelpagina
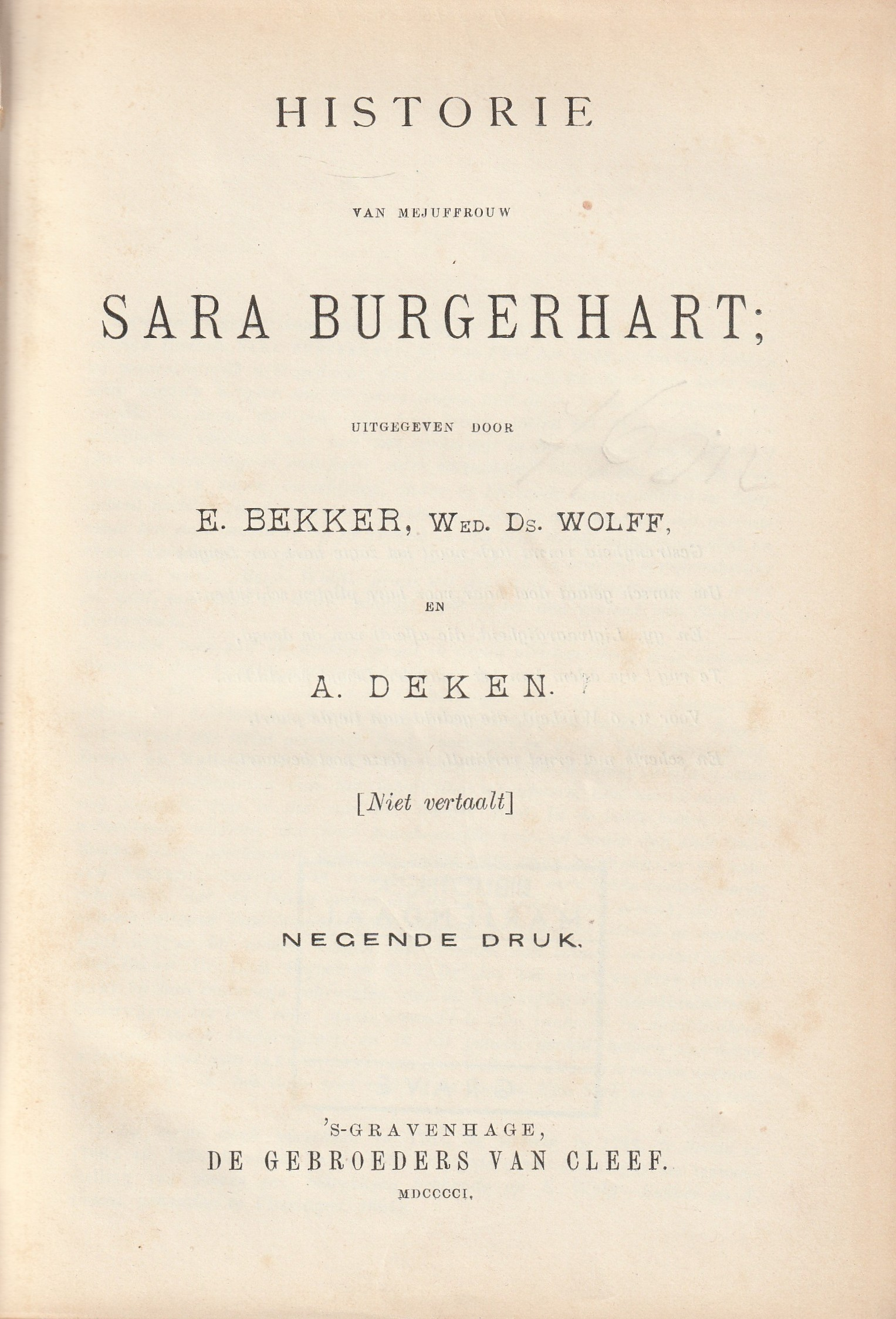
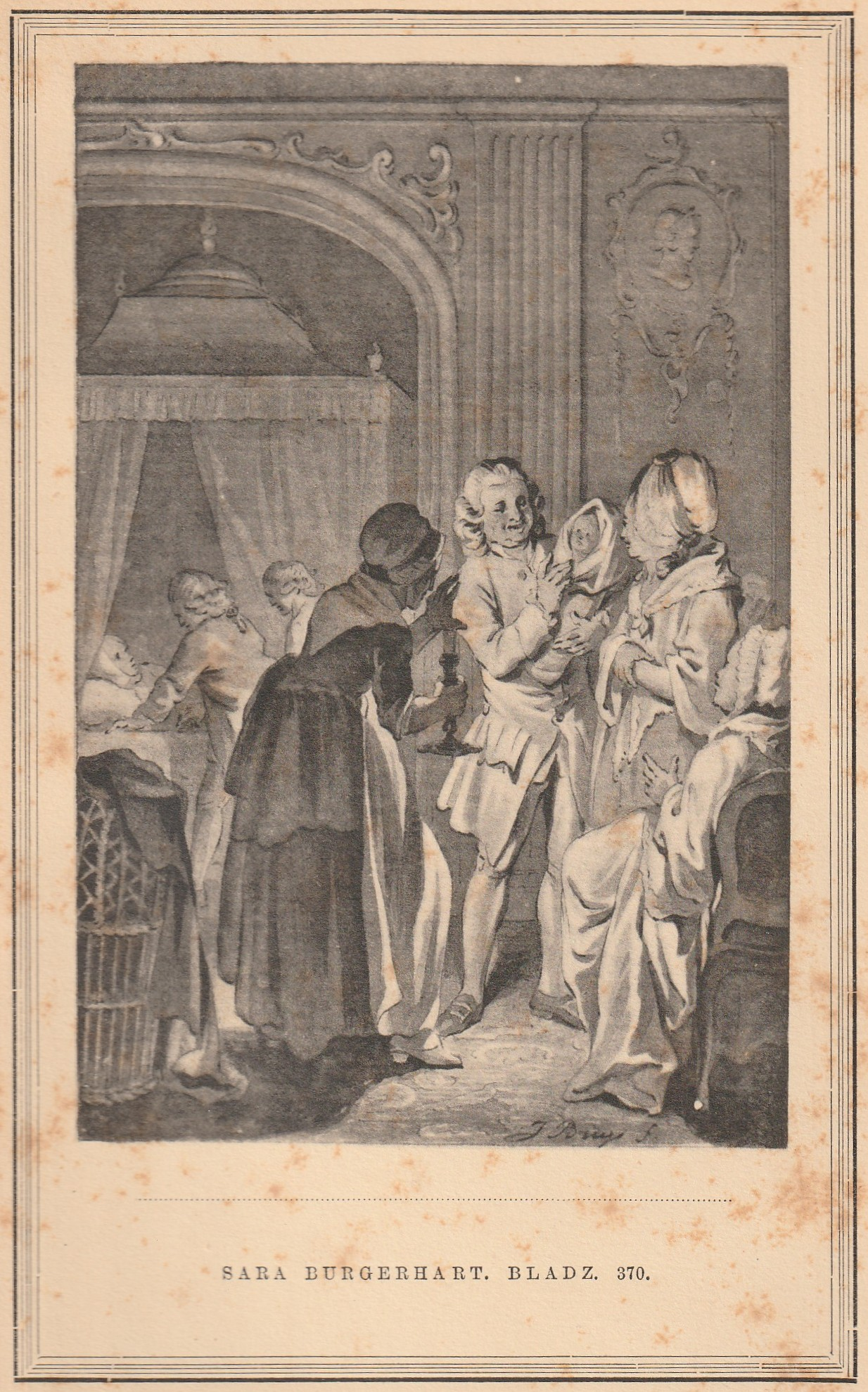
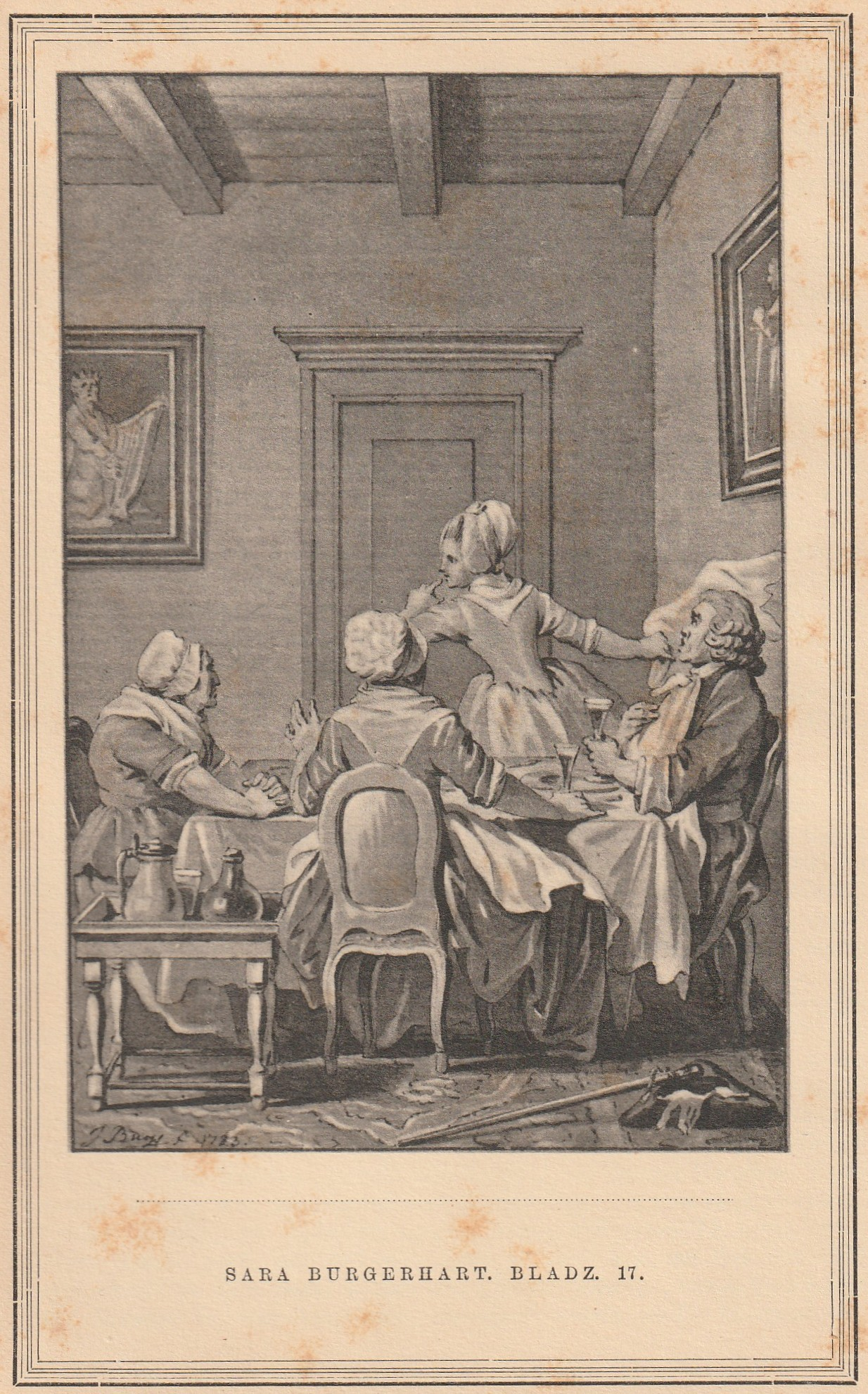
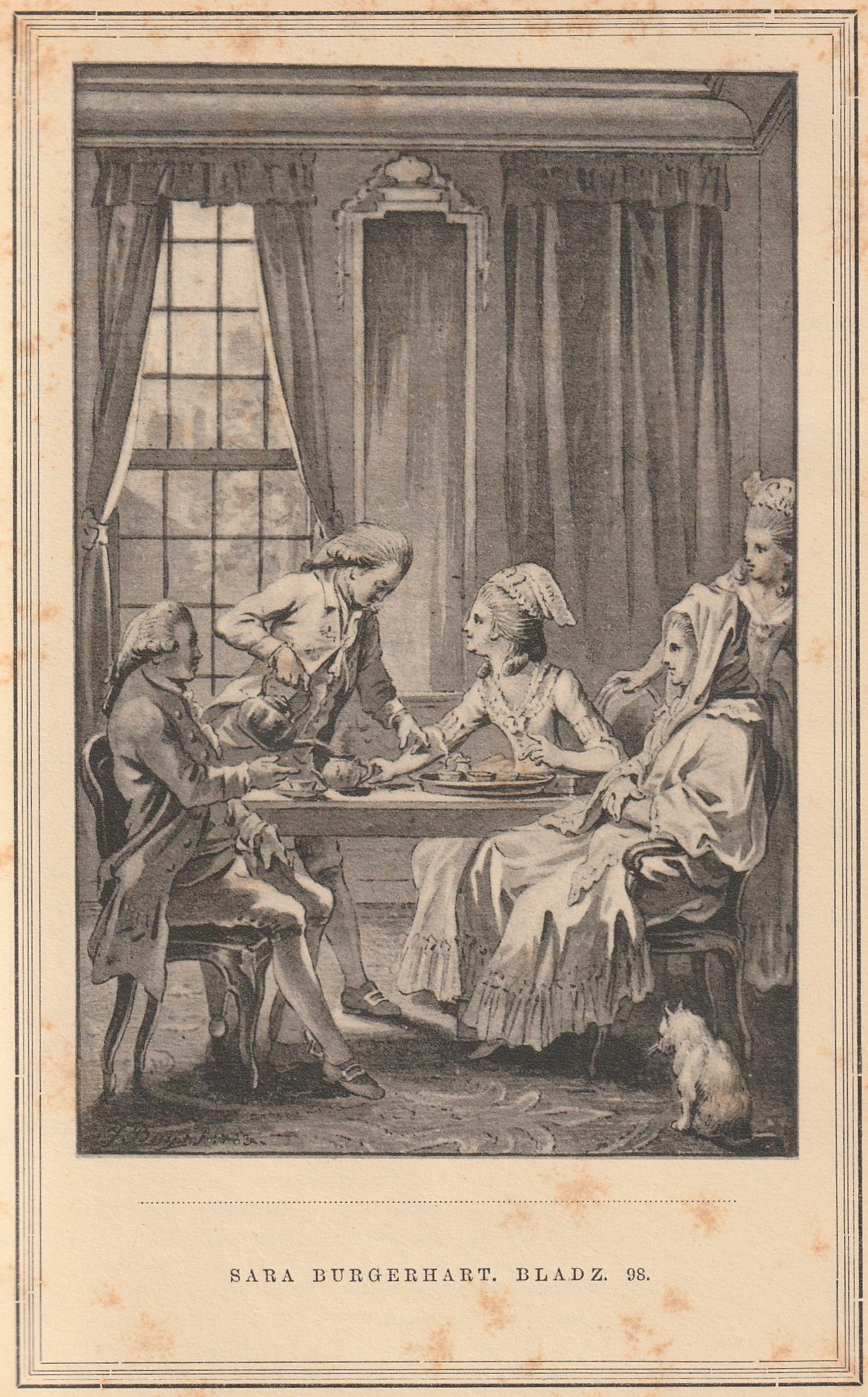
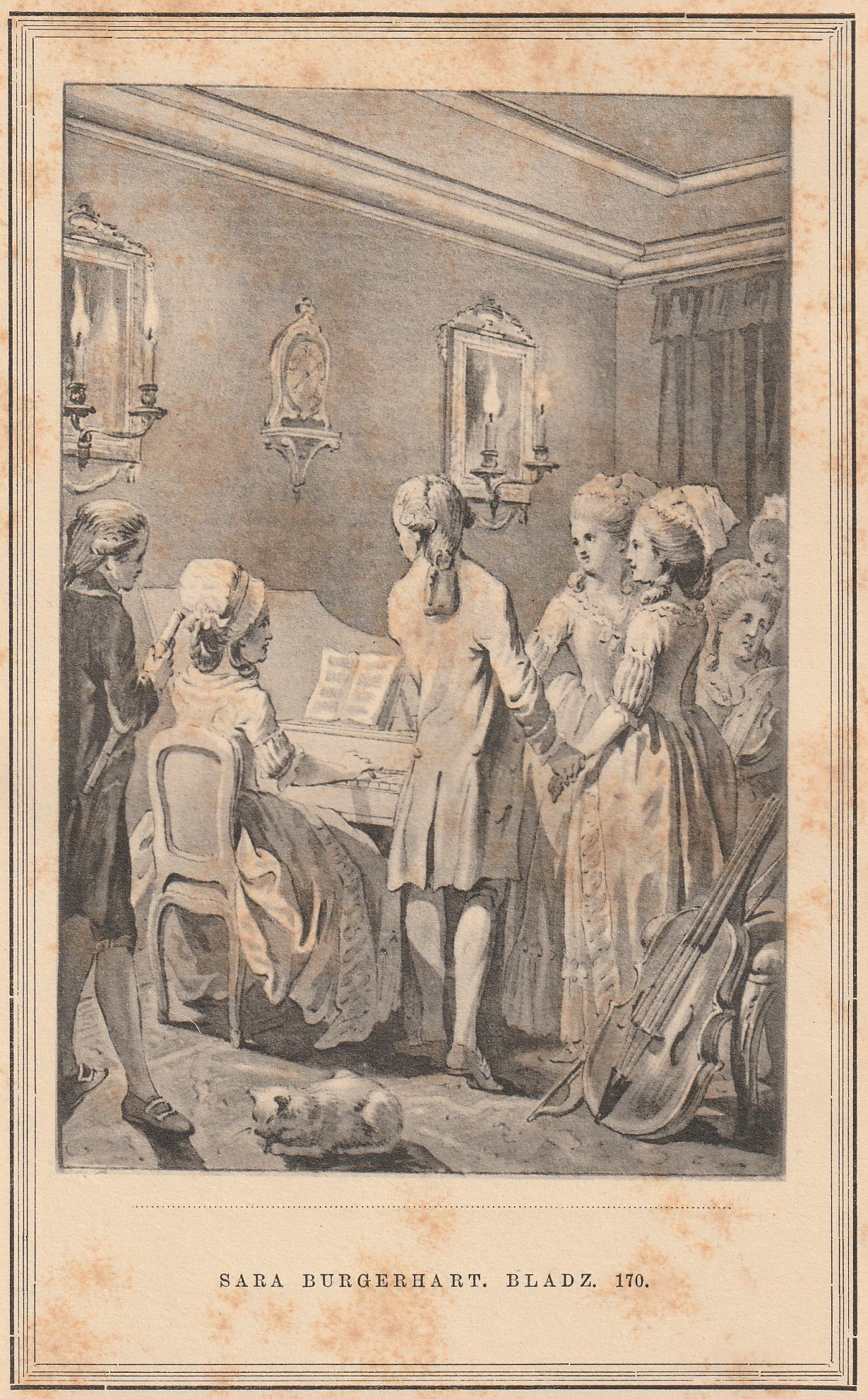
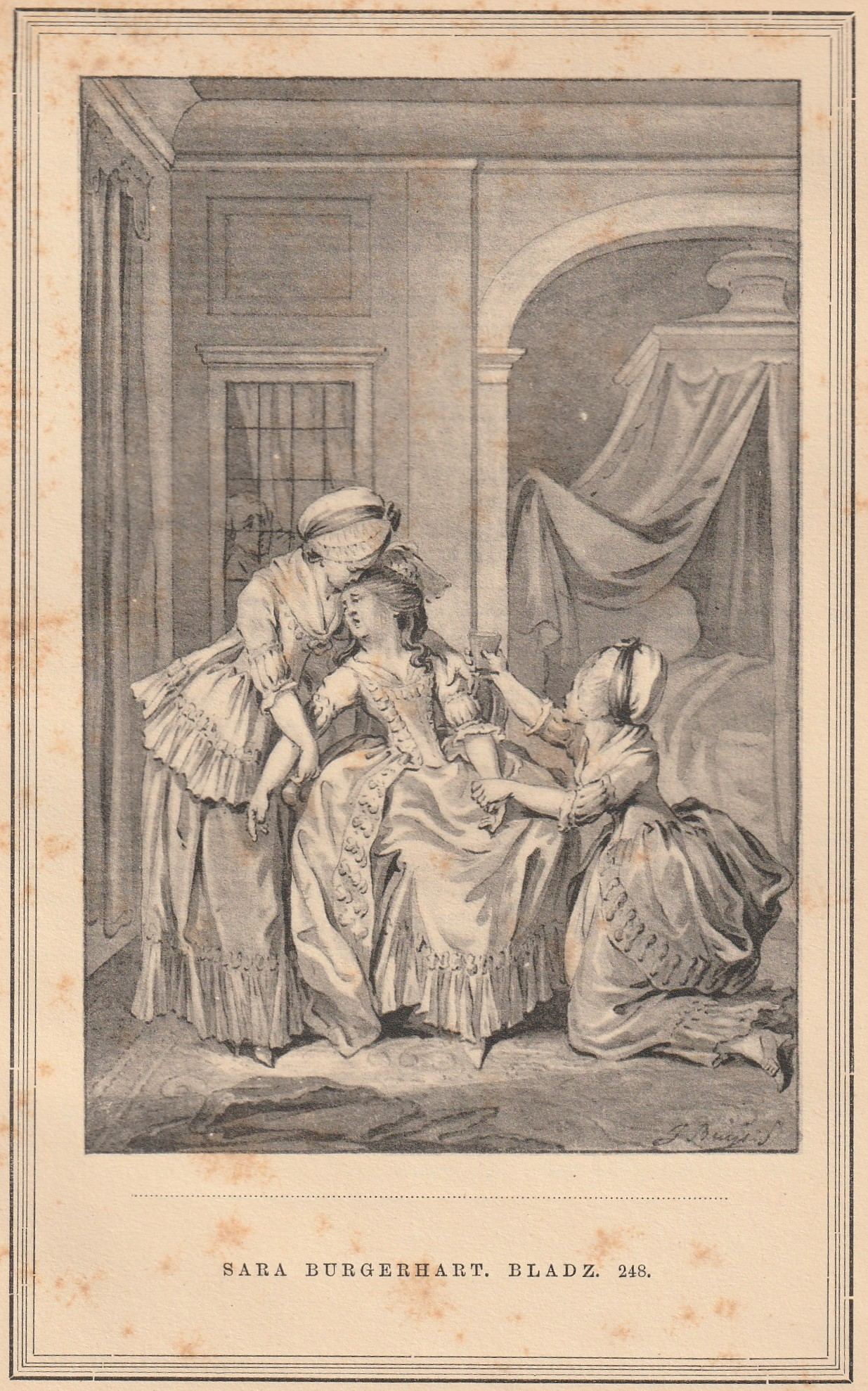
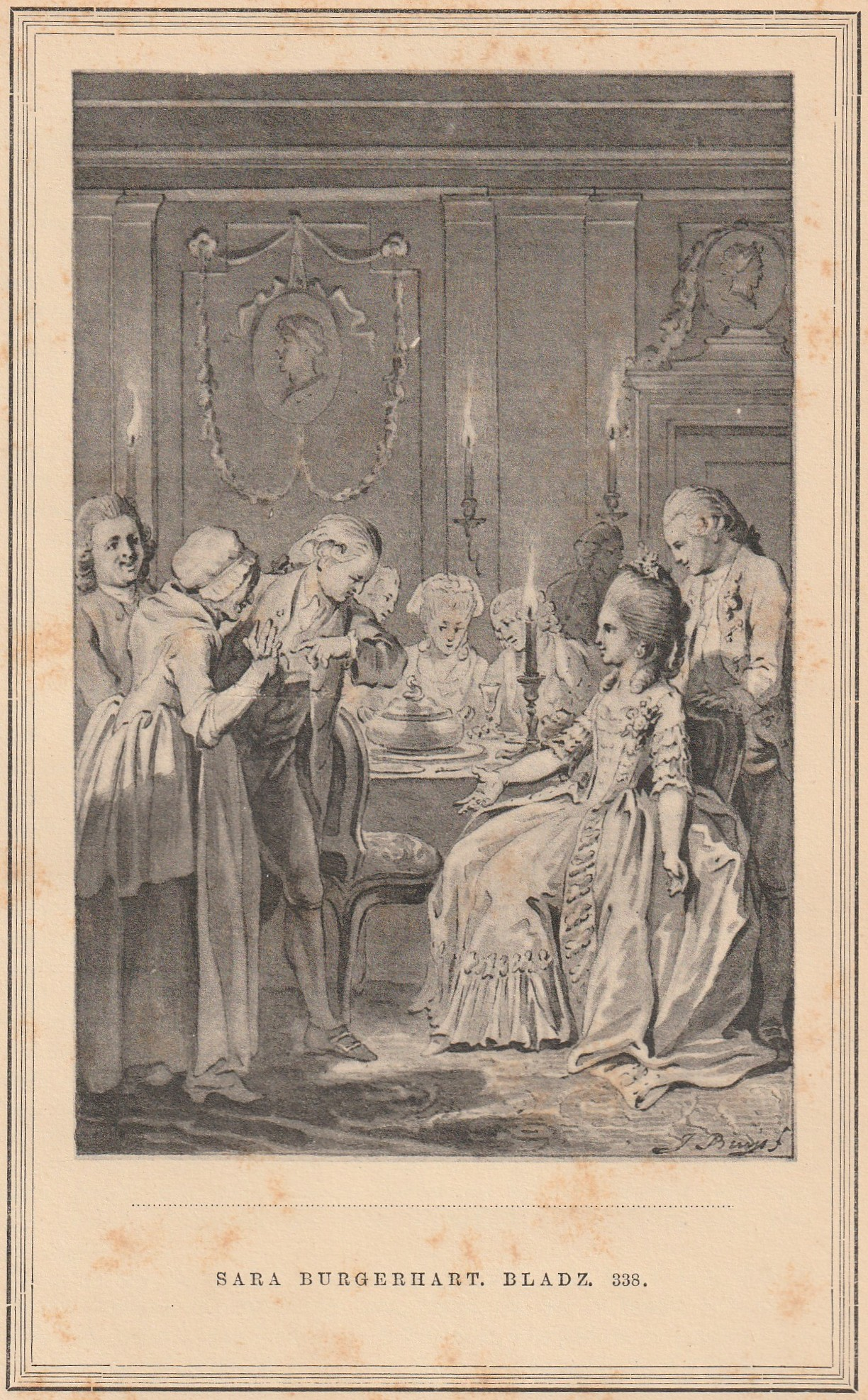